# Nicolás Filleau de la Chaise
Nicolás Filleau de la Chaise, llamado Juan, fue un historiador francés, nacido en Poitiers el 26 de octubre de 1631 y muerto en París el 25 de octubre de 1688. Era hermano del escritor Francois Filleau de Saint-Martin.
Se le encargó escribir la Historia de San Luis (Luis IX), a partir de los textos recogidos por Louis-Sébastien Le Nain de Tillemont. La obra se publicó en París en 1688, en 15 libros, y tuvo un gran éxito. También publicó en 1672 unos Discursos sobre las ideas de Pascal.
- Datos: Q3340316